# Argument preskrypcji
Argument preskrypcji (dowód z „przedawnienia”) – argument teologiczny, który był używany i uzasadniony teoretycznie już przez Tertuliana na początku III wieku.
Można go przedstawić w następujący sposób: jeżeli w określonym czasie Kościół jako jedność (w rozumieniu jednomyślny lud Boży) ma świadomość, że w swoim depozycie zawiera niepodważalne, nieomylne twierdzenie (przekonanie), które zostało uznane za objawione przez Boga, to owo przekonanie nie może być fałszywe. A zatem twierdzenie to wymaga bezwarunkowej akceptacji w wierze. Gwarancją autentyczności objawienia jest założenie, że Kościół chroni Duch Święty. Twierdzenie to musi niewątpliwie wywodzić się z tradycji apostolskiej, a więc także z objawienia Jezusa Chrystusa, nawet jeżeli sposób jego przekazu historycznego lub jego interpretacja na podstawie innych prawd pozostają niejasne w rozważaniach teologicznych.
Formalnie taki schemat argumentacji jest prawidłowy. Jednakże w praktycznym zastosowaniu prawdziwa trudność polega na wytłumaczeniu, w jaki sposób dokonało się to przejście od przekonania, które wcześniej nie było jednoznacznie uznawane za objawione, do przekonania, które uznaje się za objawione z całą pewnością.